# Acanthermia regia
Acanthermia regia là một loài bướm đêm trong họ Noctuidae.